# Megara (Numancia)
Megara o Megarávico fue un guerrero hispano del siglo II a. C.
Fue líder del asentamiento arévaco de Numancia durante la tercera guerra celtíbera, siendo elegido después de que las negociaciones con el general romano Quinto Pompeyo fracasaran. Megara le derrotó en combate cerca de las faldas de Numancia, primero fingiendo una retirada y entonces guiando a los romanos hacia trampas y emboscadas dispuestas al uso, y le forzó a aceptar un tratado de paz. El destino posterior de Megara es desconocido, ya que no se le vuelve a mencionar en las fuentes.